# Lijst van Joodse begraafplaatsen in Flevoland
Dit is een lijst van Joodse begraafplaatsen in de Nederlandse provincie Flevoland. Voorwaarde voor opname op de lijst is dat er op de begraafplaats in kwestie nog ten minste één grafsteen aanwezig is.
| Plaats | Straat                               | Aantal grafstenen | Toegankelijkheid | Afbeelding |
| ------ | ------------------------------------ | ----------------- | ---------------- | ---------- |
| Almere | Algemene begraafplaats, Kruidenweg 3 | n.b.              | Afgesloten       |            |